# 東頭村 (十八鄉)

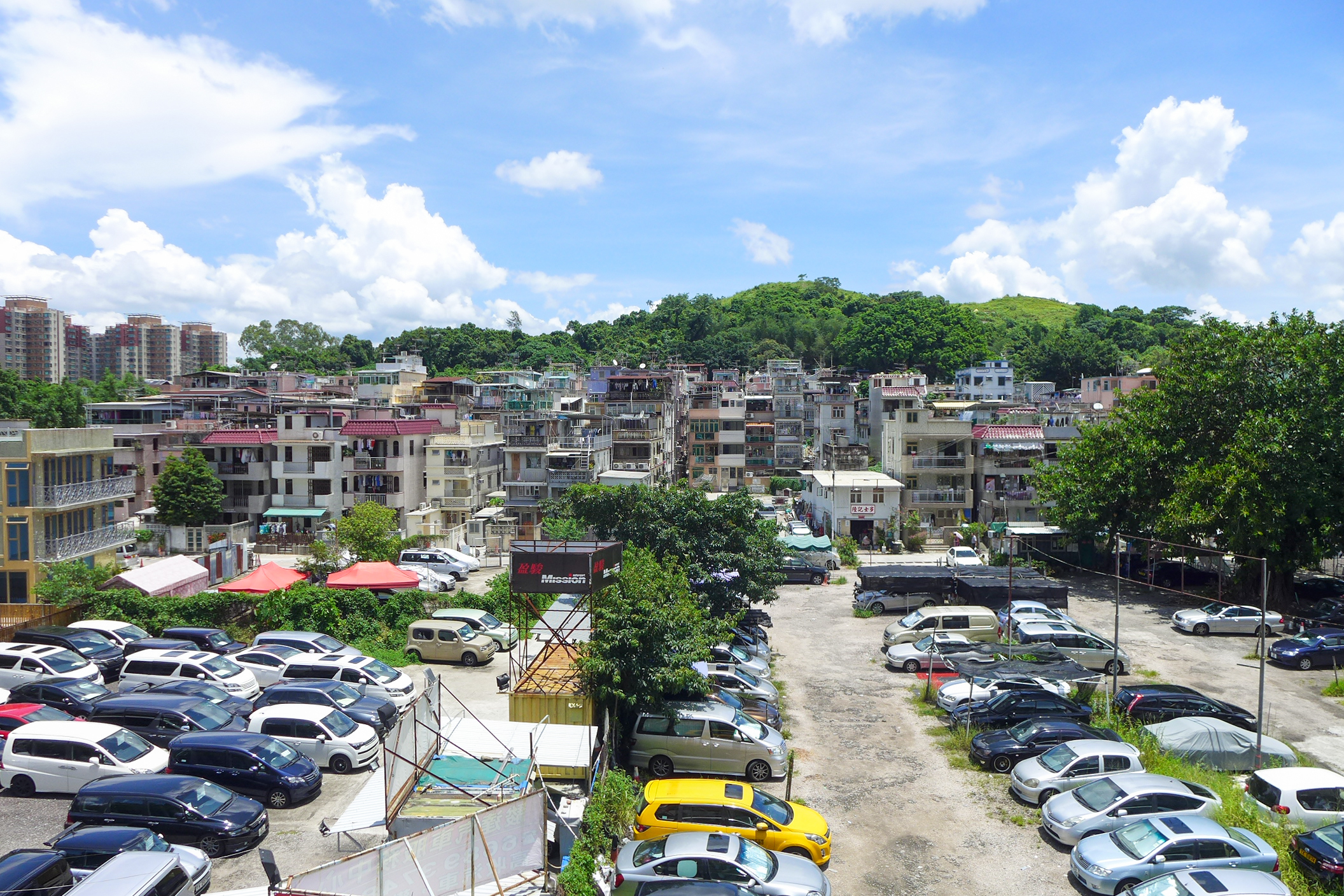
元朗舊墟東頭村

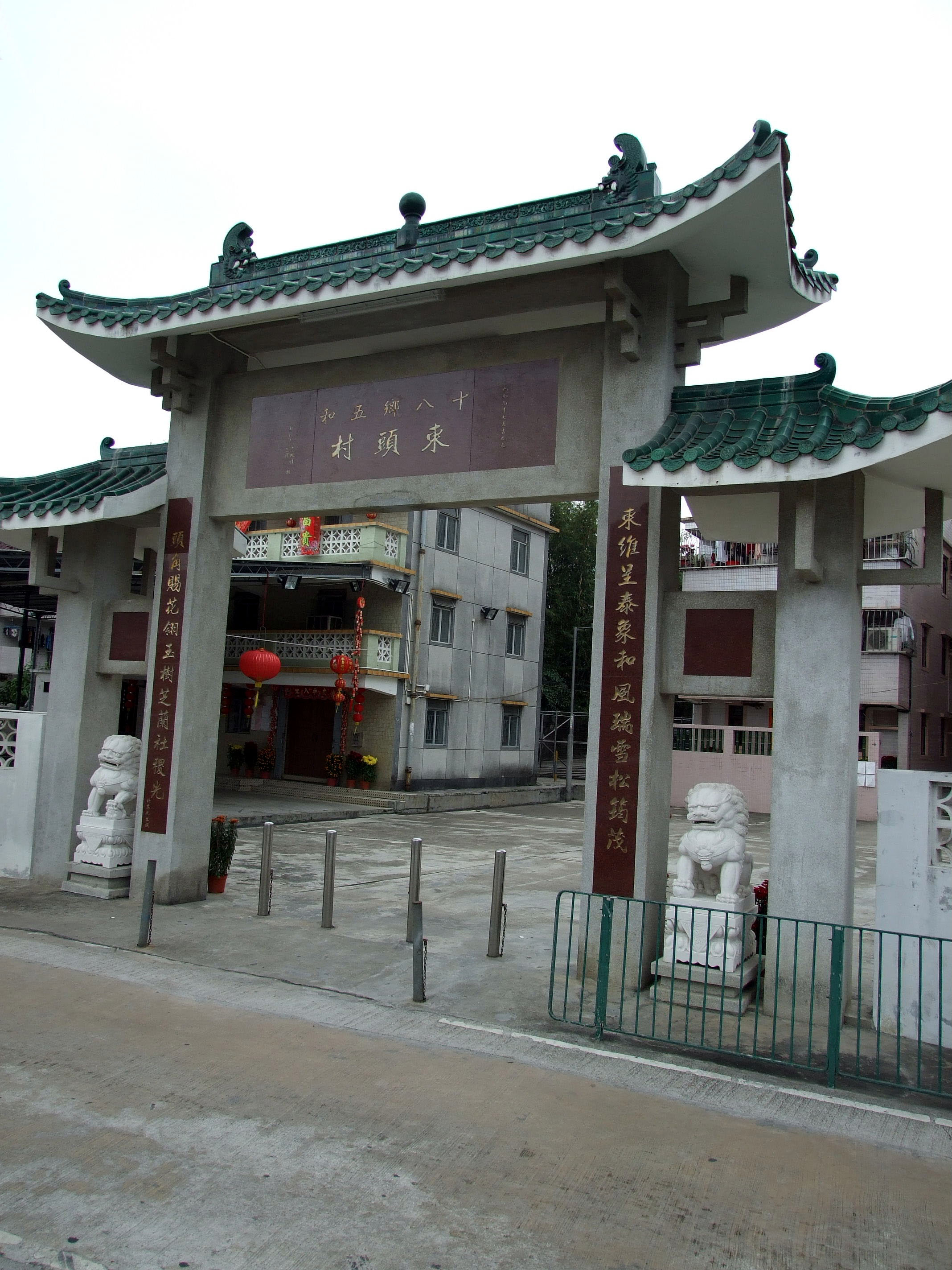
東頭村牌樓

東頭村是在香港新界元朗區十八鄉的一个鄉村，临近蔡屋村。需注意的是本村並不接近青山公路－元朗段上的東頭村巴士站。
交通工具：
- 港鐵屯馬綫元朗站，輕鐵元朗站
- 元朗站公共運輸交匯處
- 形點 II巴士站